# Swartzia fraterna
Swartzia fraterna är en ärtväxtart som beskrevs av John Macqueen Cowan. Swartzia fraterna ingår i släktet Swartzia och familjen ärtväxter. Inga underarter finns listade i Catalogue of Life.